# The Chi
Pour les articles homonymes, voir Chi (homonymie).
The Chi est une série télévisée dramatique américaine créée par Lena Waithe, partiellement inspirée de sa vie dans le South Side de Chicago, et diffusée depuis le 7 janvier 2018 sur Showtime.
Au Québec, la série est diffusée depuis le 3 juin 2018 sur Super Écran, et en France, elle est diffusée sur Fox Play et depuis le 25 juin 2021 sur Disney+,.

## Synopsis
Les histoires croisées de plusieurs personnages dans les quartiers sud de Chicago.

## Distribution

### Acteurs principaux
- Jacob Latimore (VF : Maxime Baudouin) : Emmett Washington[6]
- Shamon Brown Jr. (VF : Cécile Gatto) : Stanley « Papa » Jackson
- Michael Epps (VF : Lucille Boudonnat puis Tom Trouffier) : Jake Taylor
- Yolonda Ross (en) (VF : Marie Bouvier) : Jada Washington
- Alex R. Hibbert (en) (VF : Thomas Sagols) : Kevin Williams (saisons 1 à 6)
- Birgundi Baker (VF : Claire Bouanich) : Kiesha Williams (récurrente saisons 1 et 2, puis principale)
- Luke James (en) (VF : Diouc Koma) : Victor « Trig » Taylor (récurrent saison 3, puis principal)
- Curtiss Cook (VF : David Krüger) : Otis « Douda » Perry (récurrent saisons 2 et 3, puis principal)
- Ntare Guma Mbaho Mwine (VF : Rody Benghezala) : Ronnie Davis (saisons 1 à 3)
- Jason Mitchell (VF : Mike Fédée) : Brandon Johnson (saisons 1 et 2)
- Tiffany Boone (VF : Aurélie Konaté) : Jerrika Little (saison 1)
- Armando Riesco (es) (VF : Benjamin Gasquet) : détective Davis Cruz (saison 1)
- Barton Fitzpatrick (VF : Xavier Thiam) : Reg Taylor (saison 1)

### Acteurs récurrents et invités
- Kandi Burruss : Roselyn Perry (saison 3 à 5)
- Byron Bowers (en) (VF : Jérôme Pauwels) : Meldrick (saison 1)
- Sonja Sohn (VF : Daria Levannier) : Laverne Johnson (saisons 1, 3 et 4)
- LaDonna Tittle (en) (VF : Maïk Darah) : Ethel (saisons 1 à 3)
- Steven Williams (VF : Jean-Louis Faure) : Quentin « Q » Dickinson (saisons 1 à 5)
- Jahking Guillory (VF : Julien Crampon) : Charles Frederick « Coogie » Johnson (saisons 1, 5 et 6)
- Tai Davis (VF : Virginie Emane) : Tracy Roxboro

 Source et légende : version française (VF) sur RS Doublage et selon le carton du doublage français télévisuel.

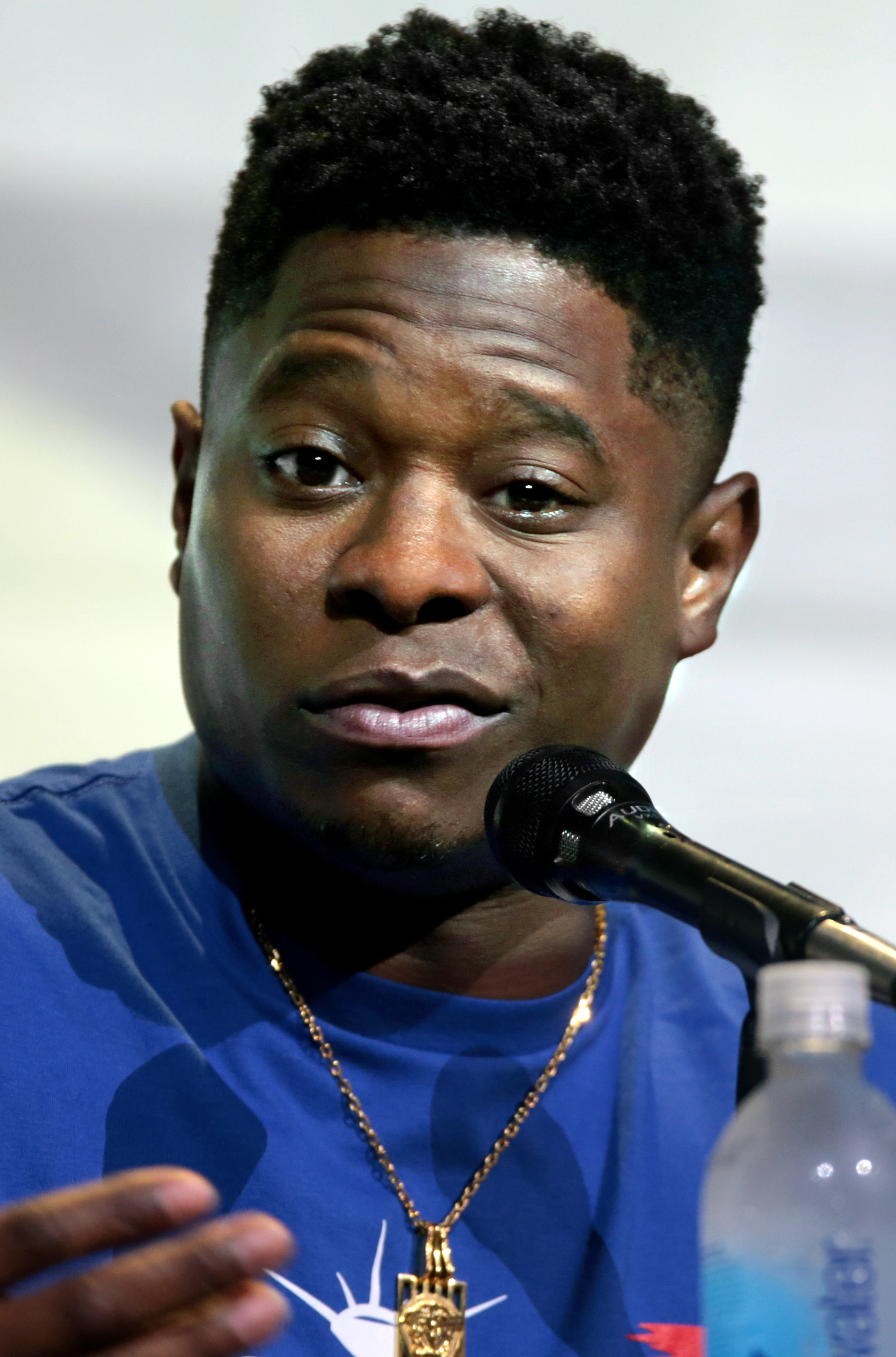
Jason Mitchell interprète Brandon.
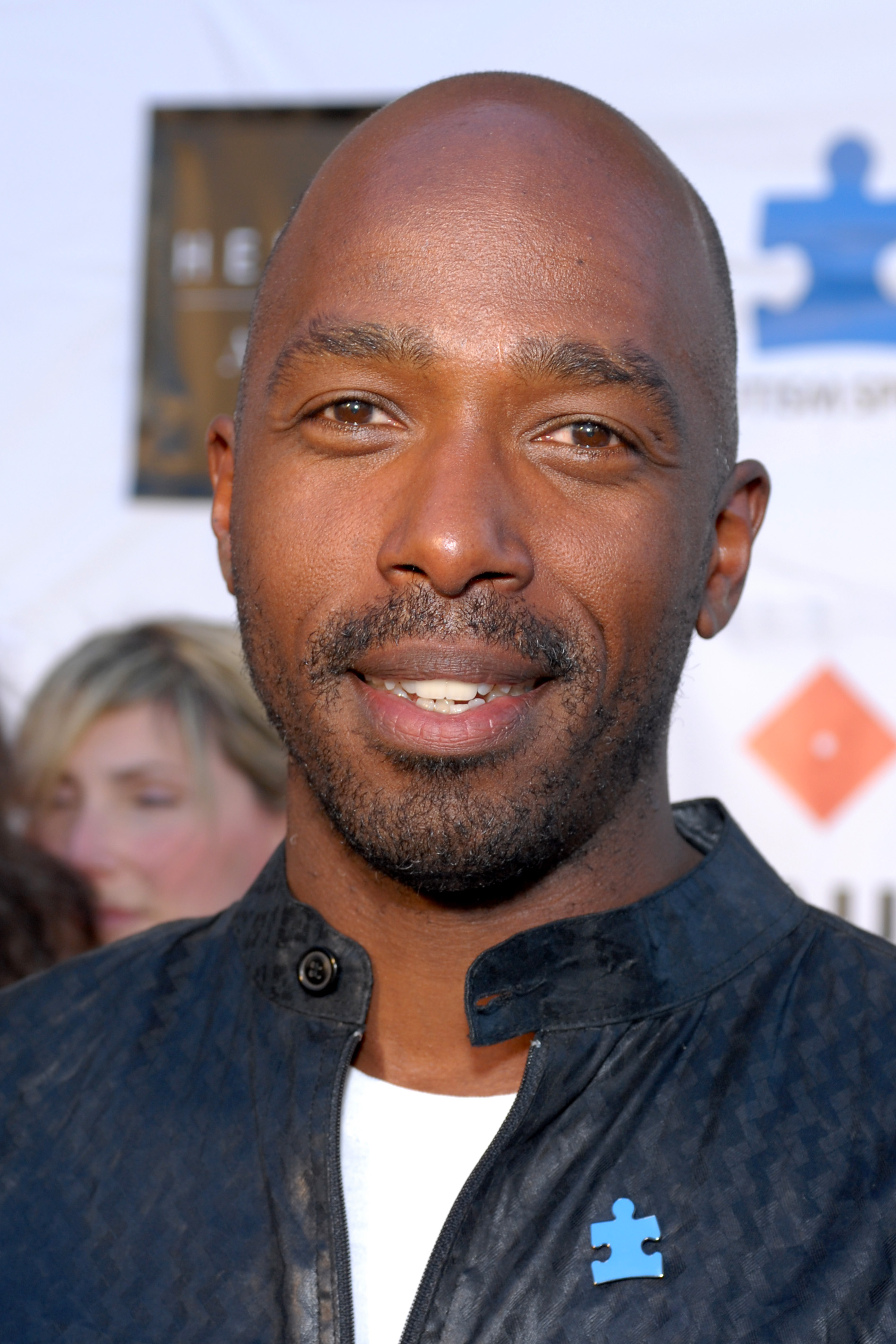
Ntare Mwine interprète Ronnie.
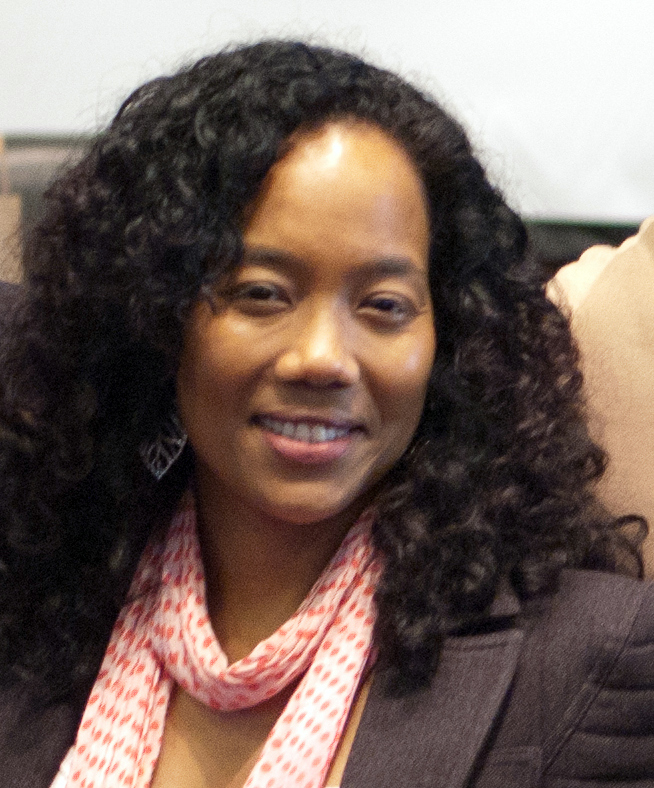
Sonja Sohn interprète Laverne.

## Production
Le tournage commence à Chicago en avril 2017.
Le 30 janvier 2018, la série est renouvelée pour une deuxième saison après la diffusion de seulement quatre épisodes,.
Le 30 avril 2019, la série a été renouvelée pour une troisième saison, une quatrième saison le 8 septembre 2020, une cinquième saison le 2 août 2021, une sixième saison le 18 août 2022, et une septième saison le 8 mai 2024.

## Épisodes

### Première saison (2018)
| Épisode | Titre                 | Réalisation    | Scénario                                  | Première diffusion |
| ------- | --------------------- | -------------- | ----------------------------------------- | ------------------ |
| 1       | Pilot                 | Rick Famuyiwa  | Lena Waithe                               | 7 janvier 2018     |
| 2       | Alee                  | Dave Rodriguez | Elwood Reid et Lena Waithe                | 14 janvier 2018    |
| 3       | Ghosts                | Dave Rodriguez | Adam Glasser et Ayanna Floyd Davis        | 21 janvier 2018    |
| 4       | Quaking Grass         | Tanya Hamilton | Elwood Reid, Mike Flynn et Justin Hillian | 28 janvier 2018    |
| 5       | Today Was a Good Day  | Darren Grant   | Marcus Gardley                            | 11 février 2018    |
| 6       | Penetrate a Fraud     | Roxann Dawson  | Casallina Kisakye                         | 18 février 2018    |
| 7       | The Whistle           | Dave Rodriguez | Lena Waithe et Dime Davis                 | 25 février 2018    |
| 8       | Wallets               | Tanya Hamilton | Adam Glass et Marcus Gardley              | 4 mars 2018        |
| 9       | Namaste Muthafucka    | Zetna Fuentes  | Adam Glass et Sylvia L. Jones             | 11 mars 2018       |
| 10      | Ease on Down the Road | Justin Tipping | Elwood Reid                               | 18 mars 2018       |

### Deuxième saison (2019)
| Épisode | Titre                                | Réalisation                | Scénario                           | Première diffusion |
| ------- | ------------------------------------ | -------------------------- | ---------------------------------- | ------------------ |
| 1       | Eruptions                            | Jet Wilkinson              | Ayanna Floyd Davis & Lena Waithe   | 7 avril 2019       |
| 2       | Every Day I'm Hustlin                | Darren Grant               | Joe Wilson                         | 14 avril 2019      |
| 3       | Past Due                             | Justin Tipping             | J. David Shanks                    | 21 avril 2019      |
| 4       | Showdown                             | Carl Seaton                | Casallina Kisakye                  | 28 avril 2019      |
| 5       | Feeling the Heat                     | Jet Wilkinson              | Ayanna Floyd Davis & Joe Wilson    | 5 mai 2019         |
| 6       | A Leg Up                             | Cheryl Dunye               | Justin Hillian & Dime Davis        | 12 mai 2019        |
| 7       | A Blind Eye                          | Rebecca Rodriguez          | Cinque Henderson & J. David Shanks | 19 mai 2019        |
| 8       | Lean Into It                         | Salli Richardson-Whitfield | Terri Kopp                         | 2 juin 2019        |
| 9       | Guilt, Viral Videos and Ass Whupping | Tanya Hamilton             | Joe Wilson                         | 9 juin 2019        |
| 10      | The Scorpion and the Frog            | Jet Wilkinson              | Ayanna Floyd & Lena Waithe         | 16 juin 2019       |

### Troisième saison (2020)
Elle a été diffusée à partir du 21 juin 2020.
1. Foe 'Nem
2. Brewfurd
3. Buss Down
4. Gangway
5. Terror Town
6. Woo Woo Woo
7. A Stain
8. Frunchroom
9. Lackin'
10. A Couple, Two, Three

### Quatrième saison (2021)
Elle a été diffusée à partir du 23 mai 2021.
1. Soul Food
2. Cooley High
3. Native Son
4. The Girl from Chicago
5. The Spook Who Sat by the Door
6. Candyman
7. …Black Messiah
8. Love Jones
9. Southside with You
10. A Raisin in the Sun

### Cinquième saison (2022)
Elle est diffusée depuis le 26 juin 2022.
1. Overnight Celebrity
2. Oh Girl
3. This Christmas
4. On Me
5. We Don't Have to Take Our Clothes Off
6. Bring it on Home to Me
7. Angels
8. Sweet Thing
9. I'm Looking for a New Thing
10. I Am the Blues

### Sixième saison (2023-2024)
Cette saison de seize épisodes est divisée en deux parties de huit épisodes chacunes. La première est diffusée depuis le 6 août 2023, et la deuxième depuis le 10 mai 2024 (en ligne) et deux jours plus tard à la télévision.
1. New Chi City
2. Mo' Douda, Mo' Problems
3. House Party
4. ReUp
5. One of Them Nights
6. Boyz II Men
7. Long Live
8. Who Shot Ya?
9. The Aftermath
10. Want This Smoke
11. Saints & Sinners
12. City of Gold
13. Legacy
14. Smoke & Mirrors
15. Tower of Terror
16. Thanksgiving

### Septième saison (2025)
Note : Pour les informations de renouvellement voir la section Production.
Cette saison de douze épisodes est mise en ligne les vendredis depuis le 16 mai 2025 et diffusée à la télévision le dimanche suivant.
1. Black Friday
2. The Fall Out
3. More Life
4. Mother's Day
5. Safe Harbor
6. Do The Chi Thing
7. Unfinished Business
8. A Bet Is A Bet
9. Last Respects
10. Tha Block Is Hot
11. Ready Or Not
12. Rebirth